# Мольтрехт, Арнольд Карлович
Арно́льд Ка́рлович Мо́льтрехт (нем. Arnold Christian Alexander Moltrecht; 15 (27) августа 1873 — 13 февраля 1952) — известный исследователь фауны Дальнего Востока, энтомолог, собиратель лепидоптерологических и прочих зоологических коллекций, путешественник, видный деятель Общества изучения Амурского края — Владивостокского отдела Русского географического общества, офтальмолог и невропатолог по профессии.

## Биография
Арнольд-Кристиан-Александер Мольтрехт родился 15 (27) августа 1873 года в пасторате Матия Лифляндской губернии, в семье лютеранского пастора Карла Иоганна Мольтрехта и Матильды, урождённой Мюллер.
В 1892 году окончил Биркенрускую гимназию (близ нынешнего города Цесиса, Латвия). Затем поступил на медицинский факультет Юрьевского (Дерптского) университета (ныне Эстония), где проучился с 18 января 1893 года по 20 января 1899 года. В 1897 году был направлен кураторией Петербургского института слепых в Уфимскую губернию в составе глазного отряда для оказания оперативной помощи слепым. До июня 1899 года Мольтрехт работал в Петербургской глазной больнице, а затем уехал в Германию и Швейцарию, где совершенствовал свои знания до августа 1900 года. Начиная с сентября 1900 года по май 1901 года он практиковал в Петербургской глазной клинике, а в августе 1902 года был назначен руководителем глазного отряда на Дальний Восток, где он и оставался до конца 1930-х годов. Наряду с работой в глазных отрядах, Мольтрехт занимался офтальмологией в больницах для переселенцев в Никольске-Уссурийском, Хабаровске и Владивостоке, где стал заведующим. В 1913 году отмечен малой серебряной медалью «За многолетнюю окулистическую деятельность среди переселенцев». В 1914—1917 годах был директором музея «Общества изучения Амурского края». В 1915 году А. К. Мольтрехт стал заведующим Владивостокским госпиталем. Мольтрехт с 1906 по 1930 год также занимался частной практикой как невропатолог и терапевт.
После Второй мировой войны жил в Западной Германии. Умер 13 февраля 1952 года в Байройте.

## Занятие энтомологией
Мольтрехт с детства интересовался бабочками Прибалтики, и собрал их коллекцию в 1890—1895 годах, которая, согласно одному источнику, была утрачена во время Первой мировой войны, а по другим — от самого Мольтрехта — частично существовала в Риге в 1929 году. В 1909 году в немецком энтомологическом журнале он поместил первую статью, посвящённую собственным лепидоптерологическим открытиям в Приморье. Он первым открыл и описал вид дальневосточного удивительного ленточника Limenitis eximia, который в настоящее время считается подвидом китайского Chalinga pratti, гусеницы которого питаются хвоёй корейского кедра. А. К. Мольтрехт был одним из первых исследователей чешуекрылых острова Тайвань, куда он совершил поездку в 1908 году.
В честь А. К. Мольтрехта названо много видов чешуекрылых, или бабочек (Insecta, Lepidoptera) из российского Приморского края и острова Тайвань, в том числе:
- Amblychia moltrechti (Bastelberger, 1909) (Geometridae — пяденицы)
- Hypocometa decussata moltrechti (Prout, 1958) (Geometridae — пяденицы)
- Syrastrenopsis moltrechti Grünberg, 1914 (Lasiocampidae — коконопряды)
- Peridea moltrechti (Oberthür, 1911) (Notodontidae — хохлатки)
- Lemyra moltrechti (Miyake, 1909) (Erebidae: Arctiinae — медведицы)
- Catocala moltrechti (O. Bang-Haas, 1927) (Erebidae: Catocalinae)
- Hypersypnoides moltrechti Berio, 1958 (Erebidae: Catocalinae)
- Diarsia moltrechti Boursin, 1948 (=Diarsia formosensis (Hampson, 1909)) (Noctuidae — совки)
- Imosca coreana moltrechti (O. Bang-Haas, 1927) (Noctuidae — совки)
- Ipimorpha (Plastenis) coreana moltrechti O. Bang-Haas, 1927 (Noctuidae — совки)
- Sedina moltrechti O. Bang-Haas, 1927 (Noctuidae — совки)
- Simyra moltrechti O. Bang-Haas, 1927 (Noctuidae — совки)
- Aporia megathon moltrechti (Oberthür, 1909) (Pieridae — белянки)
- Limenitis moltrechti Kardakoff, 1928 (Nymphalidae — нимфалиды)
- Catapaecilma major moltrechti (Wileman) (Lycaenidae — голубянки)=з
- Phengaris moltrechti Druce, 1909 (Lycaenidae — голубянки)
- Tajuria moltrechti Wileman, 1911 (Lycaenidae — голубянки)

Также в честь А. К. Мольтрехта названы некоторые другие животные:
- Anthaxia moltrechti (Insecta, Coleoptera, Buprestidae — жук-златка)
- Halictus moltrechti Cockerell, 1925 (=Lasioglossum proximatum (Smith, 1879)) (Insecta, Hymenoptera, Halictidae — пчела-галикт)
- Aphyocypris moltrechti (Regan, 1908) (Vertebrata, Actinopterygii, Cypriniformes, Cyprinidae — рыба)
- Rhacophorus moltrechti[вд] Boulenger, 1908 (Vertebrata, Amphibia, Anura, Rhacophoridae — лягушка)

## Публикации
- Moltrecht A. K. Neues aus Amurland. — Entomol. Z., 1909, № 22, p. 184.
- Мольтрехт А. К. Четыре месяца зоологической и энтомологической работы среди дикарей Центральной и Южной Формозы (Доложено в Обществе изучения Амурского края в августе 1908 года). // Известия ИРГО. — Т. 2. — Вып. 1. — 1916. — С. 56—70.
- Мольтрехт А. К. Сухопутные биологические станции в Приморской области // Известия Южно-Уссурийского отделения Приморского отдела Русского Географического общества. — № 4, апрель 1922. — С. 70.
- Мольтрехт А. К. Географическое распространение чешуекрылых Приморья // Приморье, его природа и хозяйство. Сборник статей, составленный науч.-просв. секцией Примгубвыстбюро. — Владивосток: Изд. Влад. отд. Госкниги, 1923. — С. 123—127.
- Мольтрехт А. К. О географическом распространении чешуекрылых Дальневосточного края с выделением в особую фауну уссурийских Lepidoptera. (= Moltrecht, Arnold. Ueber die geographische Verbreitung der Macrolepidopteren des Ussuri- und Amur-Gebietes) // Записки Владивостокского отдела Государственного Русского географического общества (Общества изучения Амурского края). — Т. 3 (20), Вып. 2. — Владивосток: Изд. Влад. отд. Гос. Рус. геогр. общества, 1929. — С. 5—70, с картой. (рус.), (нем.)
- Мольтрехт А. К. Диагнозы новых видов Lepidoptera из Уссурийского края. // Энтомологическое обозрение (продолжение «Русского энтомологического Обозрения»). — Т. 25. — № 1—2, 1933. — С. 182—183.